# Rampur (Staat)
Rampur war einer der Fürstenstaaten Britisch-Indiens in der Region Rohilkhand im heutigen indischen Bundesstaat Uttar Pradesh. Seine Hauptstadt war der Ort Rampur.

## Geschichte
Der Afghane Ali Muhammad Khan war ein Heerführer des Großmoguls Muhammad Shah und wurde 1740 zum Nawab von Rohilkhand mit der Hauptstadt Aola ernannt. 1774 ging der größte Teil der Provinz an Oudh verloren und die Residenz wurde nach Rampur verlegt. Von 1801 bis 1947 war das Fürstentum britisches Protektorat. Nawab Syed Muhammad Hamid Ali Khan (1889–1930) wurde erlaubt, die seinen Vorfahren von den Großmoguln verliehenen Titel wieder zu führen: Alijah, Mukhlis-ud-Daula Nasir-ul-Mulk Amir-ul-Umra, Mustaid Jang. 
Rampur hatte 1941 eine Fläche von 2313 km² und 533.000 Einwohner. Der Nawab vollzog am 1. Dezember 1949 den Anschluss an Indien (siehe Geschichte Indiens), und Rampur wurde in den Bundesstaat Uttar Pradesh eingegliedert. Am 1. November 1956 wurde der Fürstenstaat aufgehoben.
Die eifrige Sammlertätigkeit der Nawabs ergab die Raza Library, heute eine der wichtigsten Bibliotheken islamischer Manuskripte und Miniaturmalereien in Indien.

## Galerie

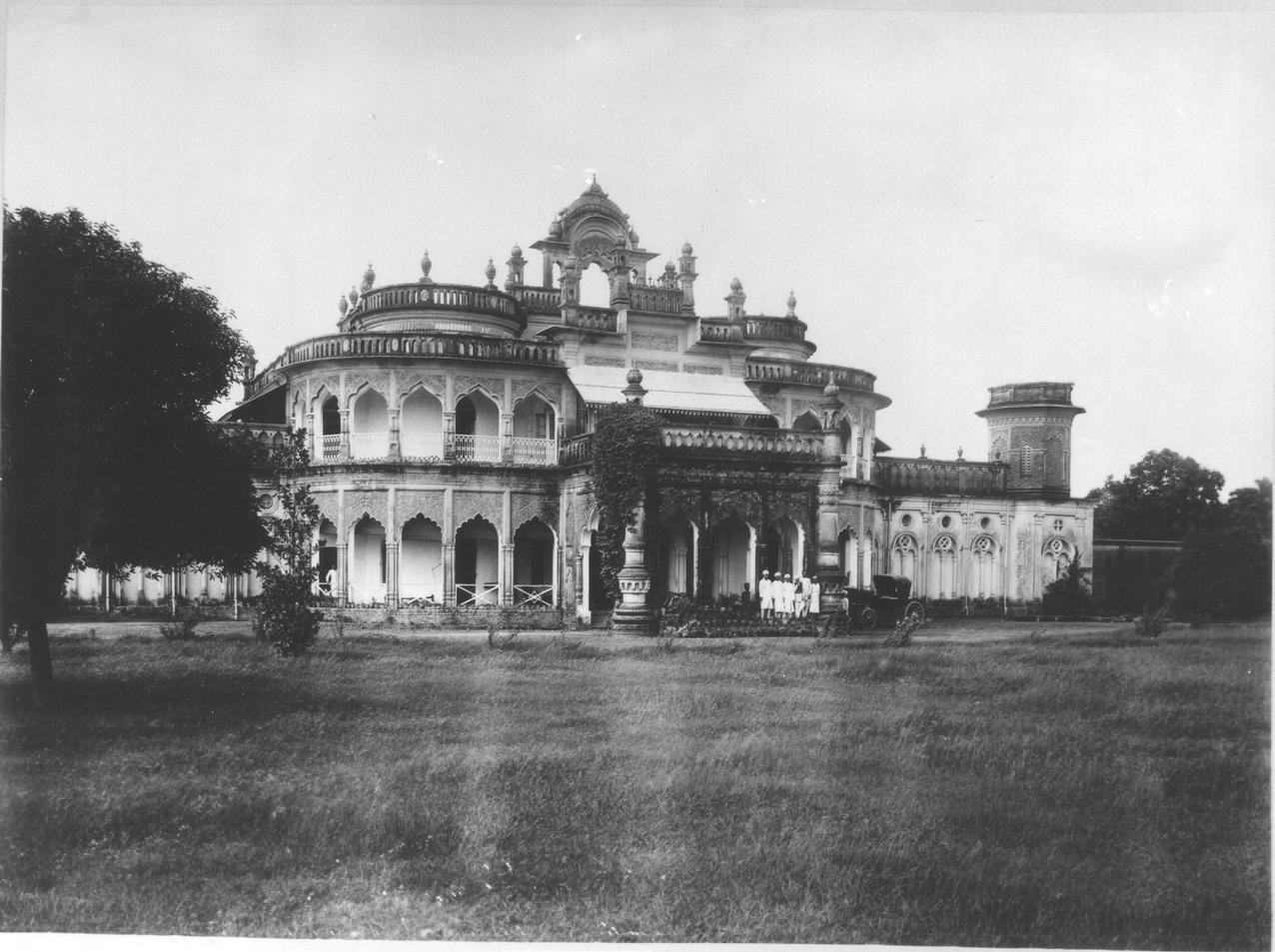
Mahal Sarai in Rampur (1911)
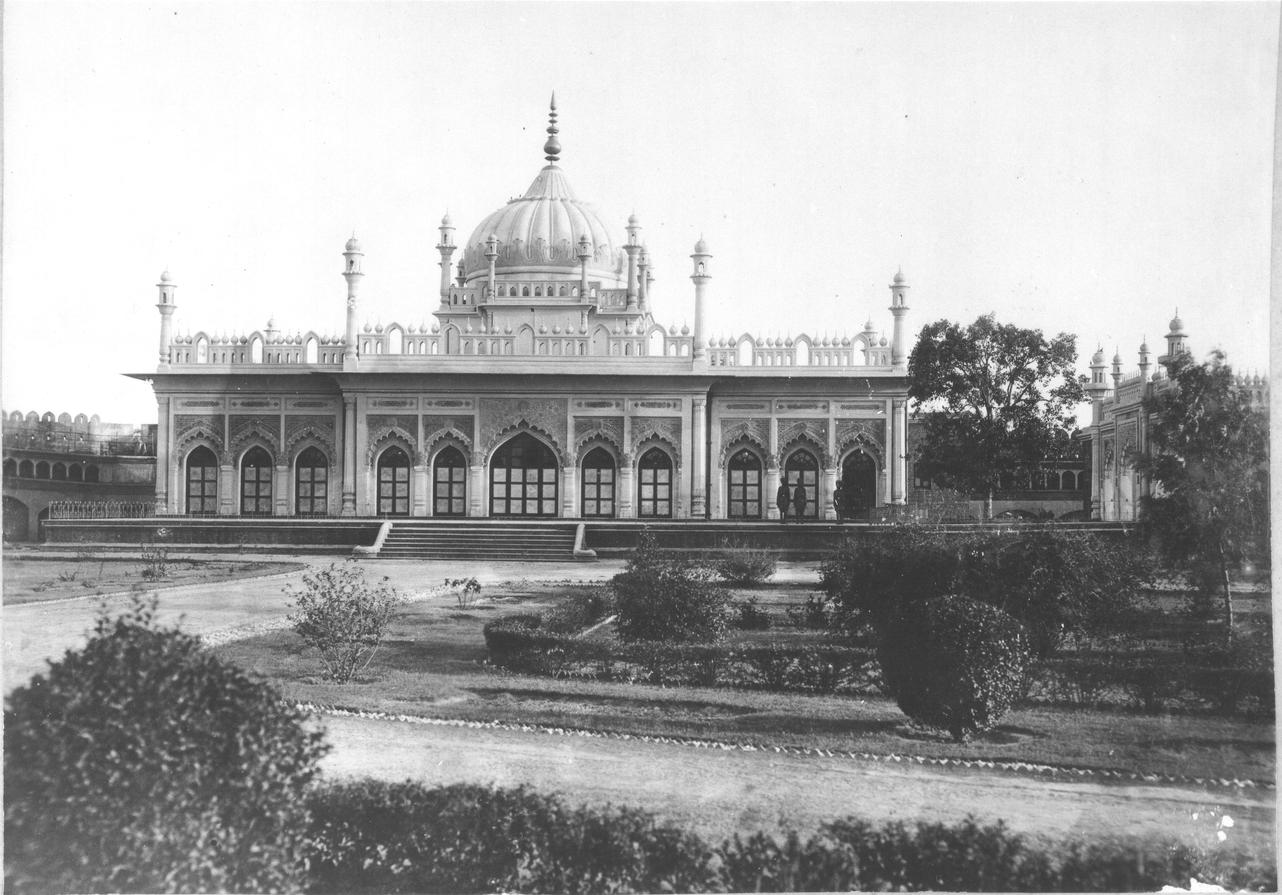
Imambara, Fort von Rampur (1911)
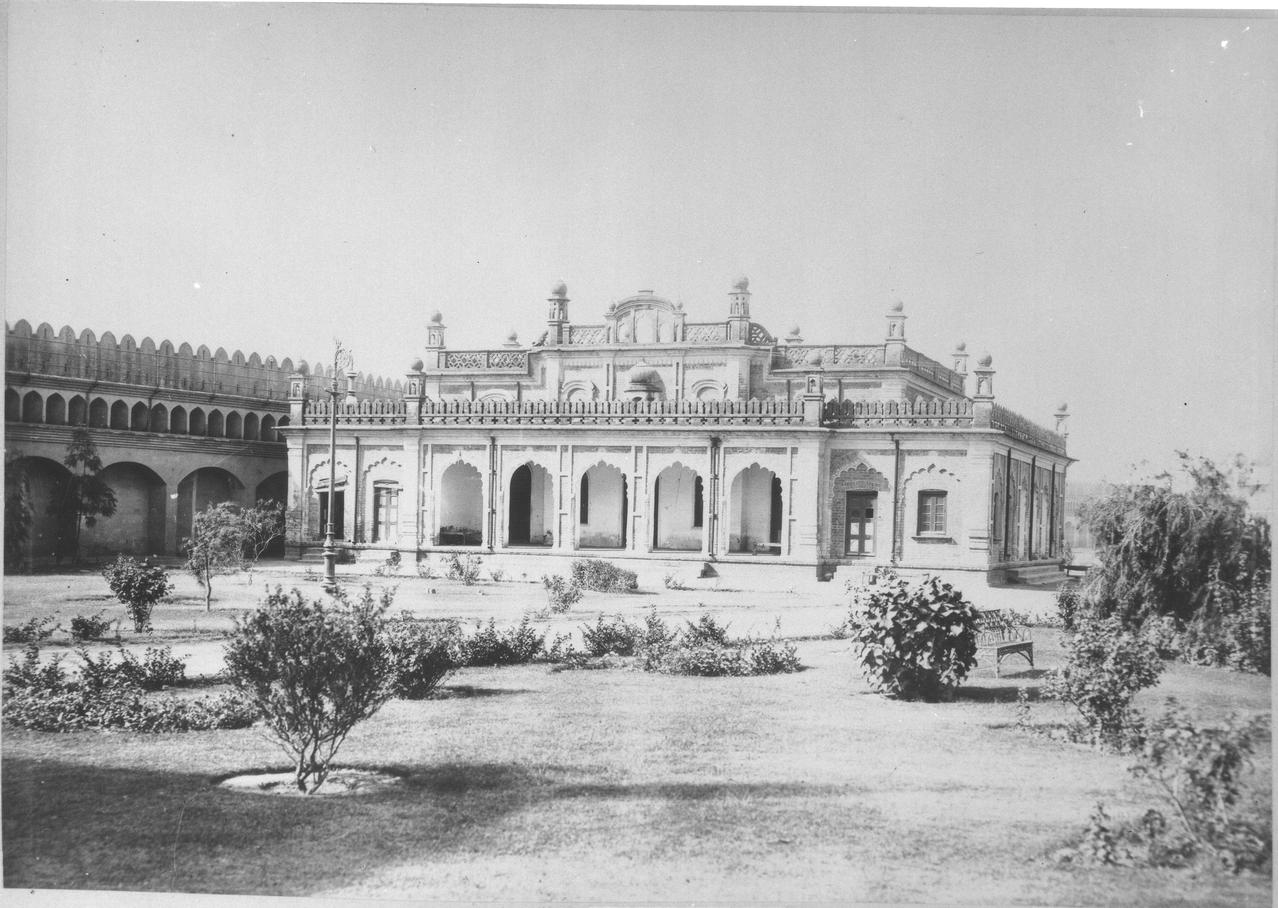
Gästehaus im Fort von Rampur (1911)
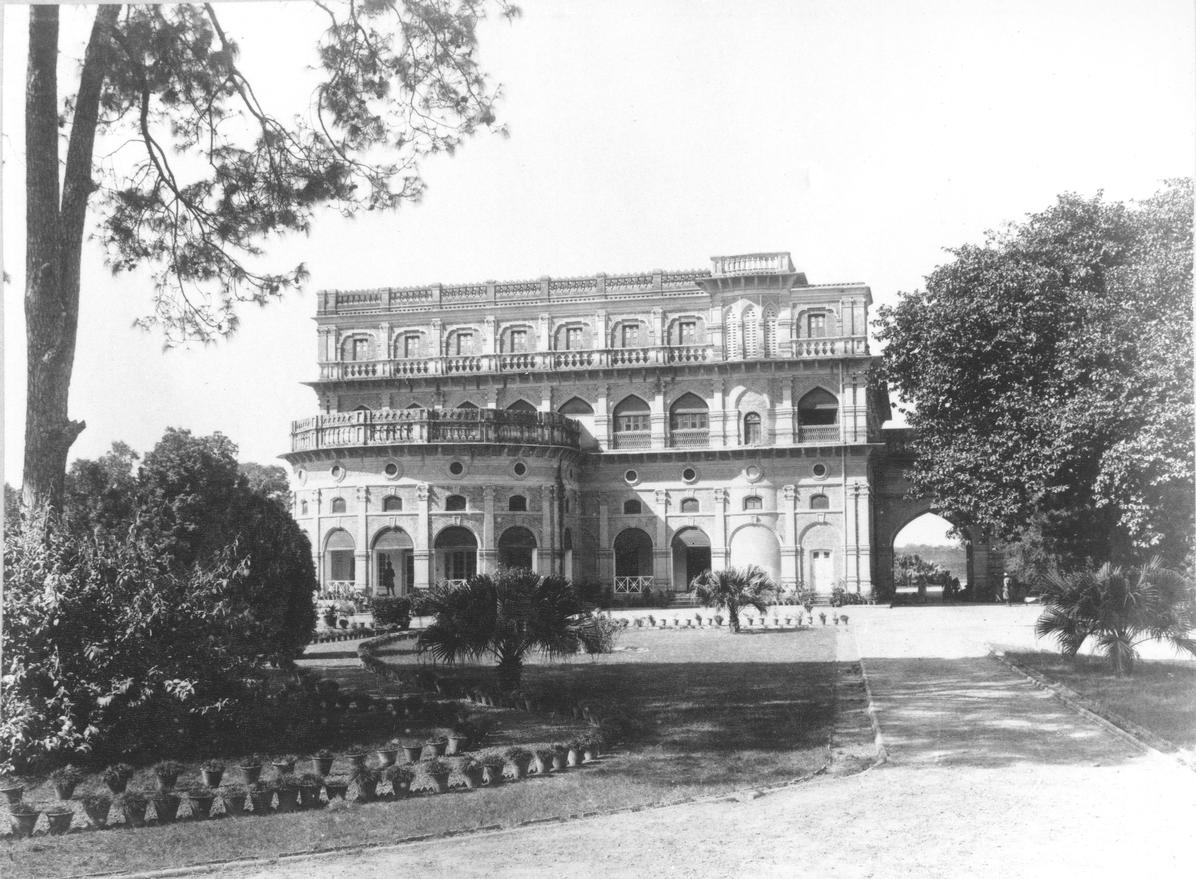
Khusroe-Bagh-Palast in Rampur (1911)
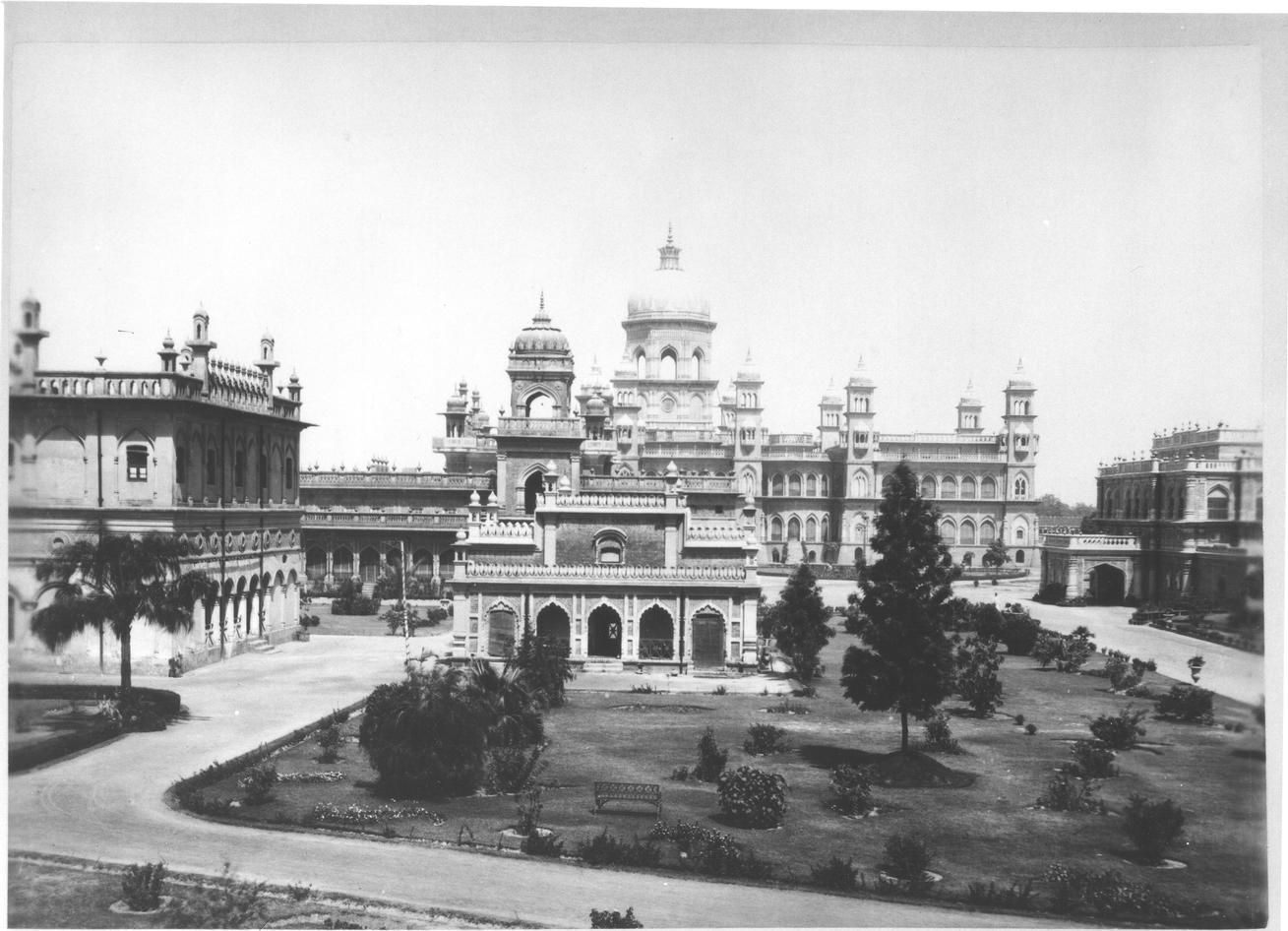
Raza Library (1911)